# Грецкое (озеро)
Гре́цкое (бел. Грэ́цкае) — озеро в Миорском районе Витебской области Белоруссии. Относится к бассейну реки Мёрица. Входит в Обстерновскую группу озёр.

## Описание
Озеро Грецкое расположено в 6 км к востоку от города Миоры. Высота над уровнем моря составляет 134,3 м. По берегам озера расположены деревни Липовка, Грецкие, Татары, Славщина. К водоёму примыкает восточная окраина агрогородка Черессы. С северо-востока примыкает болотный массив.
Площадь зеркала составляет 0,77 км². Длина озера — 4,63 км, наибольшая ширина — 0,24 км, длина береговой линии — 10,38 м. Наибольшая глубина — 6,5 м, средняя — 2,2 м. Объём воды в озере — 1,67 млн м³. Площадь водосбора — 4,5 км².
Котловина лощинного типа, вытянутая с юго-запада на северо-восток. Склоны пологие (на севере и северо-востоке местами крутые), суглинистые, распаханные. Высота склонов варьируется от 2 до 8 м. Береговая линия слабоизвилистая. Берега низкие, песчаные, поросшие кустарником. Возле северо-восточного и юго-западного берегов местами формируются зыбуны. Дно плоское, покрытое глинистым илом. Глубины до 2 м занимают 41 % площади озера.
Минерализация воды достигает 190 мг/л, прозрачность — 0,6 м. Водоём подвержен эвтрофикации. Озёра Грецкое и Черес соединяются протокой.
До 20 % площади водоёма подвержено зарастанию. Подводная растительность распространяется до глубины 1 м и образует полосу шириной от 10 до 50 м.
В озере обитают лещ, щука, окунь, плотва, линь, краснопёрка и другие виды рыб.